# 頭城石觀音寺
24°57′52″N 121°54′12″E / 24.964354°N 121.903277°E
頭城石觀音寺，又稱大里龍山巖，為位於臺灣宜蘭縣頭城鎮大里里的觀音寺，部分殿宇位於山洞之中。
該寺肇始於清仁宗嘉慶二十五年（西元1820年），原初為一供奉觀世音菩薩的石洞，道光年起重修數次。後期另建造殿宇，供奉純陽祖師、龍山神、天上聖母、關聖帝君、玄天上帝、劉仙翁、華佗神醫、福德正神等神明。民國六十九年（西元1980年）該寺以信徒捐款39萬元及寺方財產6萬元增建八仙亭，工程設計者為正宗建築事務所之盧秀焜、謝棟雄，監造者則為謝棟雄、黃隆、林朝雄等人。
該寺位於桃源谷登山步道之路徑上，需由濱海公路旁的「石觀音寺」牌樓進入步行約2.3公里，爬升三百公尺即可抵達，故祭祀者多為登山旅客。

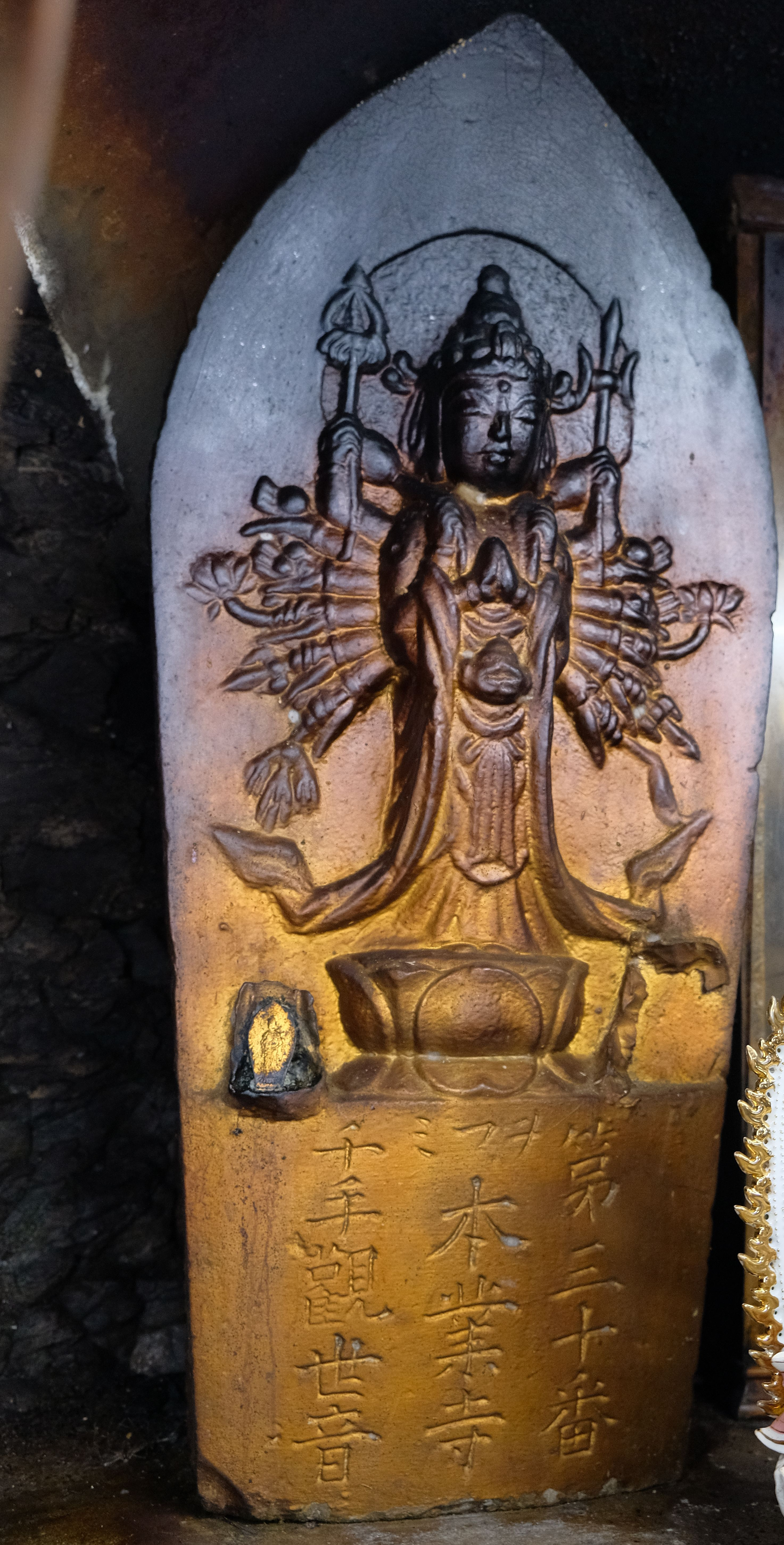
宜蘭西國三十三所靈場第三十番本業寺千手觀世音

## 資料來源
1. 1 2  普惠.  (歷史碑誌). 1980 （中文（臺灣））.
2. 1 2 3   （中文（臺灣））.

## 外部連結
- 頭城石觀音寺的Facebook專頁